# ASAP Rocky
Rakim Athelston Mayers (Harlem, Nueva York; 3 de octubre de 1988), más conocido por su nombre artístico A$AP Rocky, es un rapero, cantante, modelo, productor, actor y director estadounidense, miembro del grupo de hip hop A$AP Mob, del cual adaptó su apodo.

## Biografía
Nacido en octubre de 1988, sus padres le pusieron el nombre de Rakim en tributo al legendario miembro del grupo Eric B. & Rakim. Cuando tenía 12 años, su padre fue a prisión por venta de sustancias ilegales. Un año después, su hermano mayor fue asesinado cerca de su apartamento, lo que lo inspiró a rapear profesionalmente. Mayers, quien empezó a rapear a la edad de ocho años, creció admirando al grupo hip hop de Harlem, The Diplomats, y entre sus influencias también se encuentran otros raperos de la época de los 90's como Tupac Shakur (a quién de hecho considera un rapero "épico"), Three 6 Mafia, Mobb Deep, Wu-Tang Clan, UGK, Run DMC y Bone Thugs-n-Harmony. Tras estar viviendo con su madre en un refugio y también por los alrededores de Manhattan, Mayers se mudó a Elmwood Park, en Nueva Jersey.

## Carrera musical

### 2007- 2011: Inicios
En 2007, Rocky entró en el grupo colectivo A$AP Mob, un colectivo de raperos, productores y directores visuales. Adoptó su apodo "A$AP", el cual tiene múltiples significados, incluyendo "Always $trive and Prosper" (Siempre Esforzarse y Prosperar), "Assassinatig $nitches and Police" (Asesinando $oplones y Policías), y el favorito del propio Rocky, "Acronym $ymbolizing Any Purpose" (Acrónimo $imbolizando Cualquier Propósito).
El 8 de julio de 2011, una compilación no oficial titulada "Deep Purple" fue lanzada, la cual, según Rocky, era una compilación de sus éxitos en Youtube agrupados por un fan en París. En agosto, su primer sencillo "Peso" fue lanzado en internet y en pocas semanas recibió la atención de la estación de radio neoyorquina Hot 97, reproduciendo dicho sencillo a gran escala. Los vídeoclips de "Peso" y "Purple Swag", una versión predecesora de "Deep Purple", generaron expectación y éxito entre el público, hecho que ayudó a A$AP Rocky a firmar un contrato de dos años con Sony Music, RCA Records y Polo Grounds Music con el presupuesto de 3 millones de dólares. ASAP Rocky lanzó su mixtape "LIVE. LOVE. A$AP.", incluyendo los dos sencillos promocionales, el 31 de octubre de 2011, ganándose muy buenas críticas. El 5 de diciembre fue nominado para la Encuesta del Sonido 2011 de la BBC.

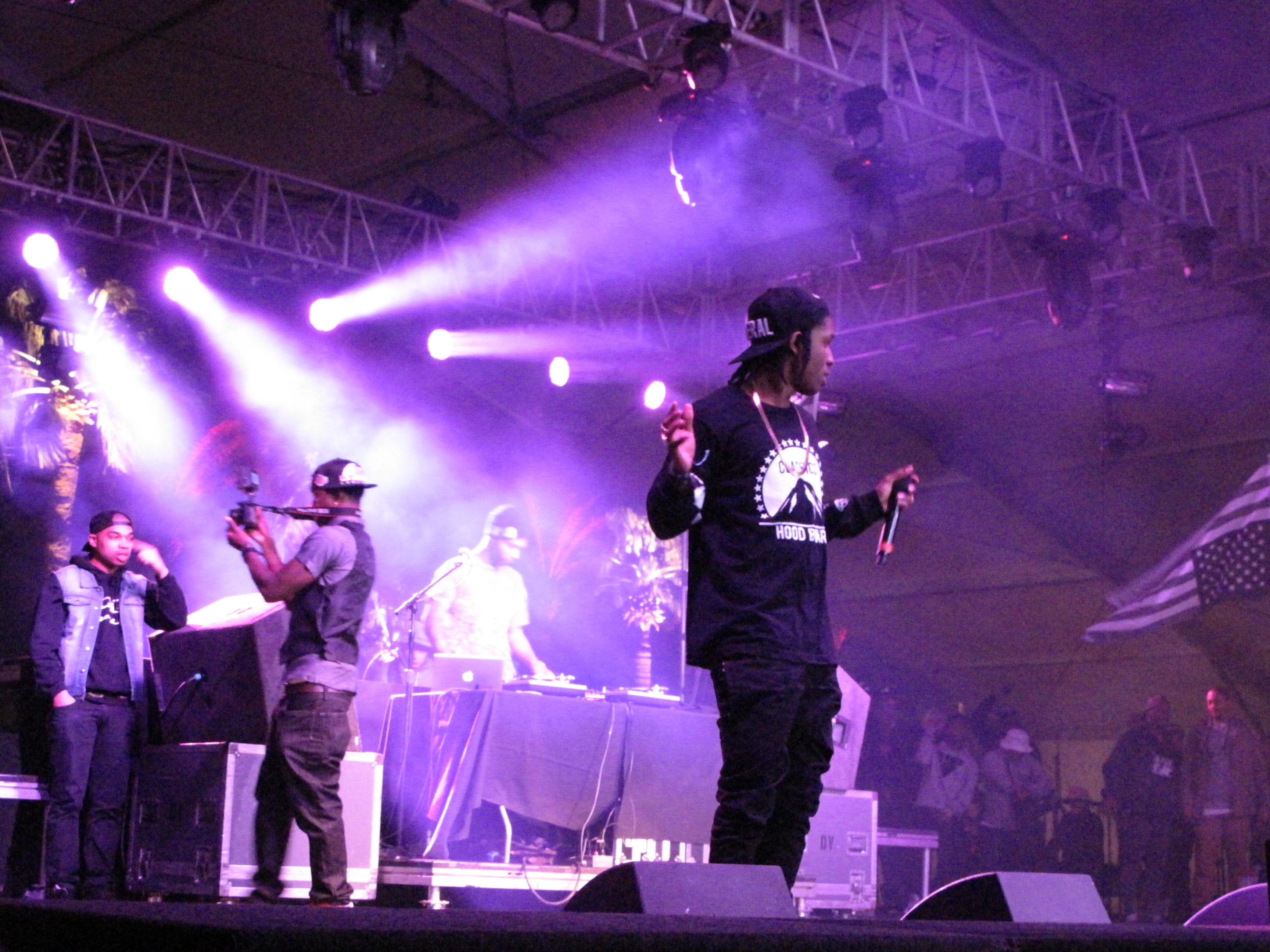
ASAP Rocky en el Festival de Música y Artes de Coachella Valley en 2012.

### 2012-2017:Long. Live. ASAP, At. Long. Last. ASAP
Comenzando el febrero de 2012, Rocky fue telonero del rapero Drake en el Club Paradise Tour. En junio, SpaceGhostPurrp, fundador del colectivo de Miami Raider Klan y el antiguo colaborador de Rocky, acusaron a A$AP Twelvyy de burlarse de Matt Stoops (miembro de Raider Klan) que posteriormente se auto desasoció de A$AP Mob y Rocky en un vídeo de YouTube. Él y Raider Klan también acusaron a A$AP Mob de copiar su estilo, y acusaron en concreto a Rocky por utilizar letras en la canción Goldie de SpaceGhostPurrp en su canción My Enemy. Rocky respondió en junio, en una entrevista para MTV, declarando que SpaceGhostPurrp estaba intentando exagerar y crear controversia, y dirigiéndose a él declaró que se dedicara a hacer instrumentales. 
En julio, Rocky actuó en el Festival de Música Pitchfork. Estaba programado que A$AP Rocky debutara en televisión en el Late Night con Jimmy Fallon el día 20 de julio, pero fue arrestado la noche anterior después de un presunta intervención en una pelea en el centro de Manhattan y como consecuencia su actuación fue cancelada. Luego de reprogramar su actuación para el 21 de agosto, Rocky presentó "Goldie" en el show.
El lanzamiento del álbum de estudio de Rocky, Long. Live. ASAP, fue el 15 de enero de 2013. Produjo su álbum en conjunto con Clams Casino, Hit-Boy, A$AP Ty Beats, Soufein3000 y Joey Fat Beats. También participó en Lords Never Worry, un mixtape del grupo A$AP MOB, el cual fue lanzado el 27 de agosto para descargas gratuitas. Entre septiembre y noviembre, Rocky promocionó su álbum de debut con un tour de 40 paradas, el llamado LongLiveA$ap Tour, con actos de apertura de Schoolboy Q, Danny Brown y A$AP Mob. Rocky y Schoolboy Q habían colaborado en LiveLoveA$ap y también en la canción de 2011 "Hands On The Wheel".
El 16 de marzo de 2014, Rocky anunció que estaba trabajando en su segundo álbum a la par de un álbum colaborativo junto a su grupo de rap, A$AP Mob, de nombre L.O.R.D., aunque este último fue descartado y nunca salió a la luz. Tras unos años de espera, El 7 de enero de 2015 Rocky publicó el primer sencillo de su próximo álbum, el cual fue Lord Pretty Flacko Jodye 2 (LPFJ 2). El 17 de ese mismo mes, el creador del A$ap Mob y íntimo amigo de Rocky, A$AP Yams, murió con 26 años, lo cual afectó profundamente a Rocky y por ende al álbum. Tras unos meses, A$AP Rocky lanzó su segundo álbum de estudio, At. Long. Last. A$AP., el 26 de mayo del mismo año.

### 2018-2021:Pruebasy nuevos horizontes
El 25 de mayo de 2018, A$AP Rocky lanzó su tercer álbum de estudio, Testing .
Aunque el álbum recibió críticas mixtas, fue ampliamente elogiado por su disposición a tomar riesgos creativos. 
En 2022, Rocky hizo su regreso a la música con el lanzamiento de varios sencillos y colaboraciones. En particular, su colaboración con Tyler, The Creator y otras figuras importantes del rap moderno fue recibida con gran entusiasmo por los fanáticos. 

## Vida personal
El 3 de julio de 2019, Rocky fue arrestado en Suecia por un altercado con un hombre que, según declaró el rapero, estaba acosándolos a él y a su grupo. Pasó un mes en la mazmorra hasta que se dictó sentencia, en la que se le declaraba culpable por no concebir las acciones del estadounidense como defensa propia. En este conflicto se vio envuelto también el presidente de los Estados Unidos Donald Trump, quien abogó por Rocky y exigió a Suecia su vuelta a casa.
Desde mediados de 2021, se conoció que estaba en una relación de pareja con la cantante Rihanna. En enero de 2022 se hizo público que estaban esperando un hijo. En mayo de 2022 nació el primer hijo de la pareja, llamado RZA Athelaston Mayers. En agosto de 2023 nació su segundo hijo, Riot Rose Mayers.
En 2023, Rocky continuó expandiendo su influencia en la moda, participando en eventos de alta costura y colaborando con marcas como Gucci y Dior. También ha seguido mostrando su interés en la actuación, apareciendo en más proyectos cinematográficos y en campañas publicitarias.

## Discografía
Desde que comenzó su carrera en el año 2007, ASAP Rocky, lanzó tres álbumes de estudio, un mixtape y un álbum colaborativo con su grupo ASAP Mob.

### Álbumes de estudio
- Long. Live. A$AP (2013)
- At. Long. Last. A$AP (2015)
- Testing (2018)

### Mixtapes
- LIVE. LOVE. A$AP (2011)